# San Francisco (Córdoba)

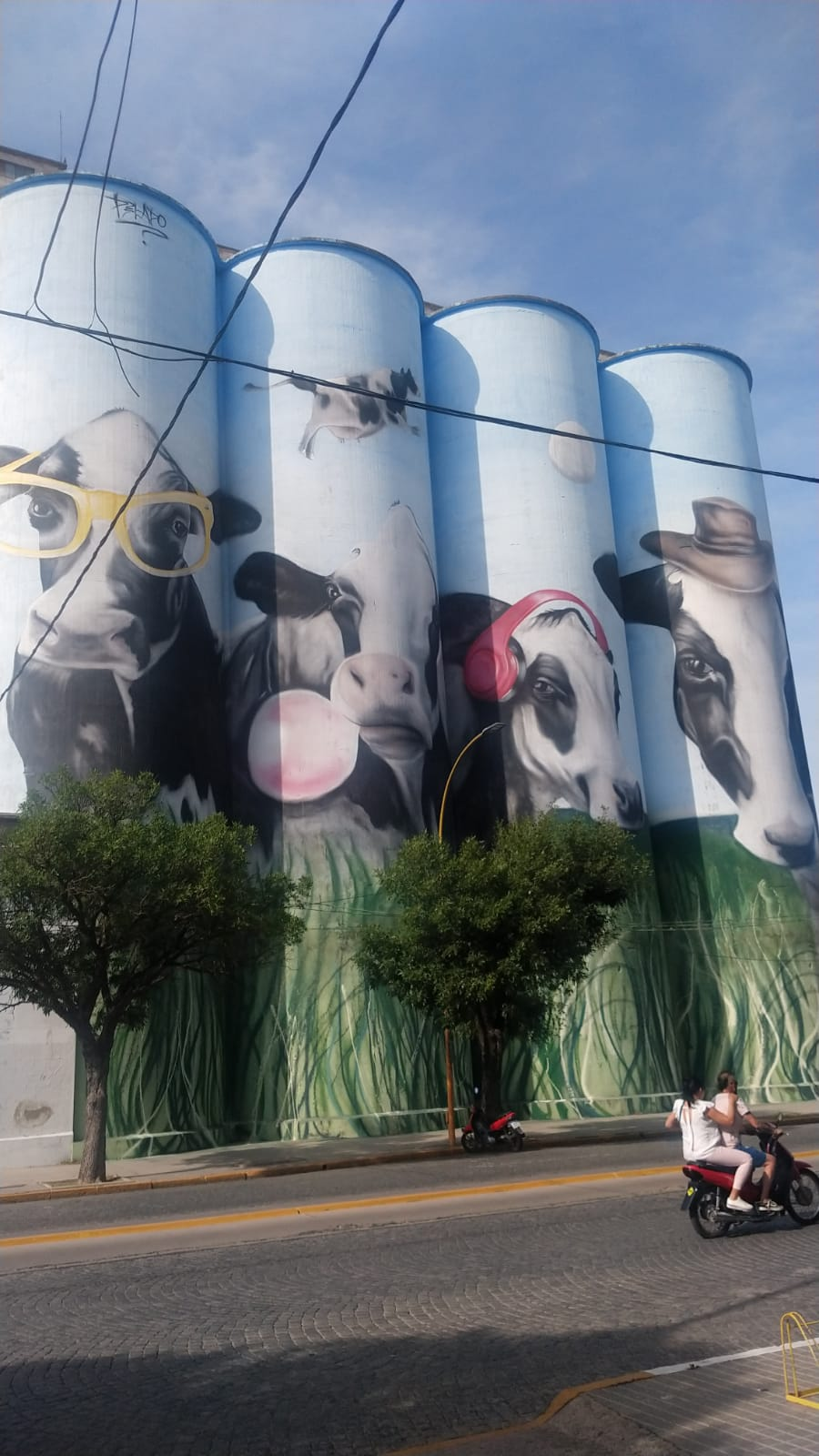
Silos ubicados en Bv. 25 de Mayo

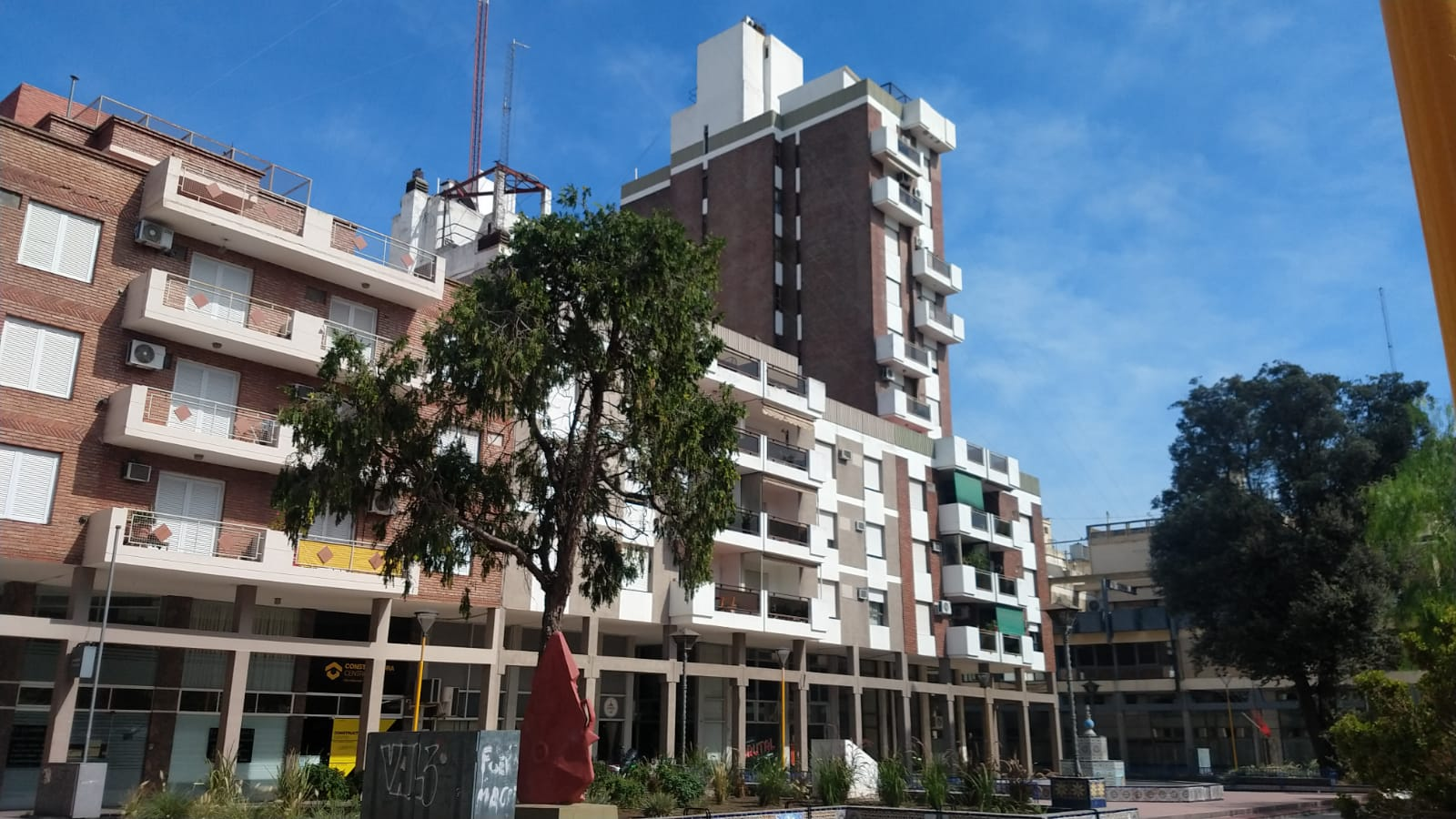
Rincón Español.

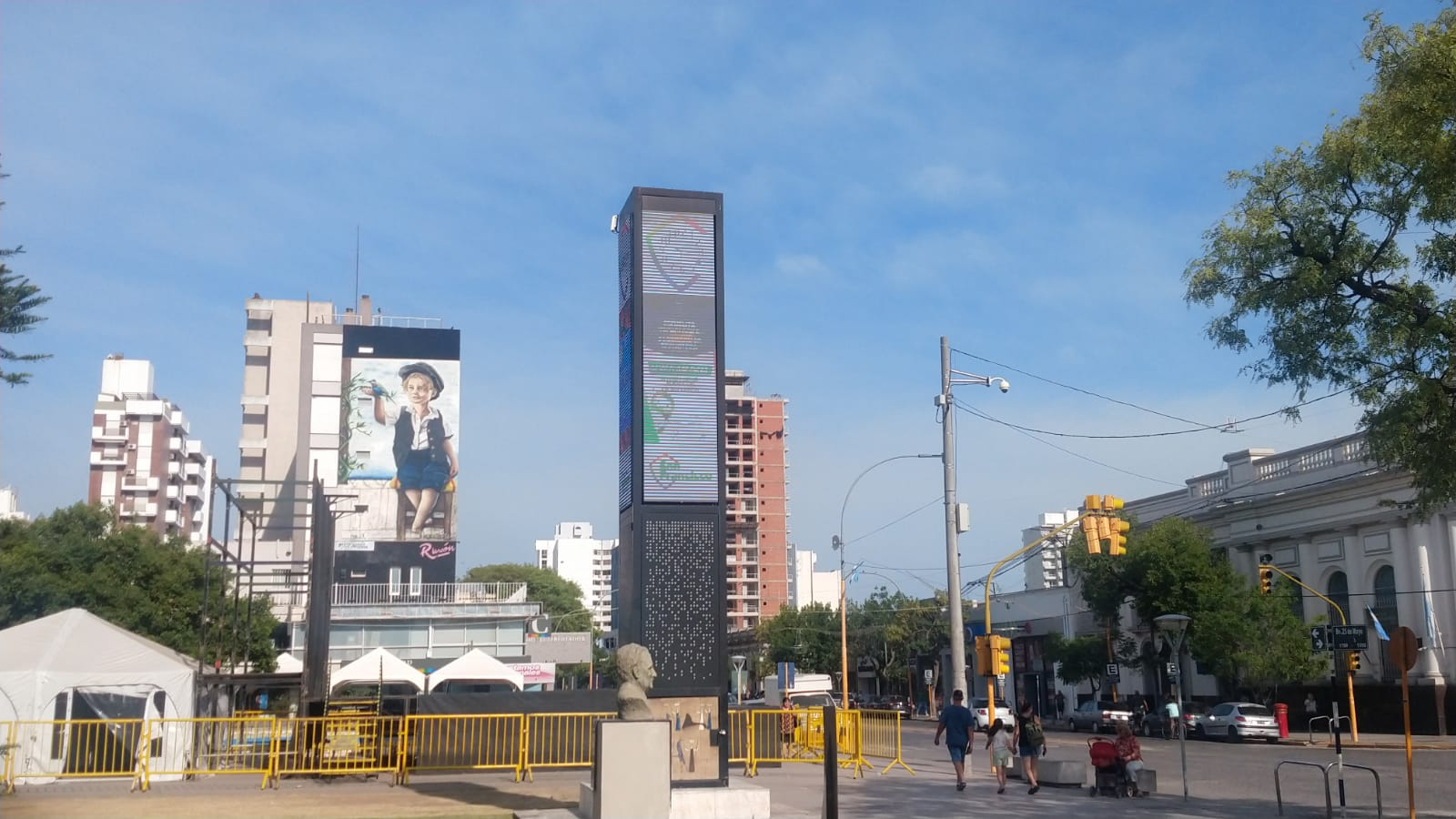
Centro Cívico de San Francisco.

San Francisco es una ciudad de la provincia de Córdoba, Argentina, y cabecera del departamento de San Justo.
Se ubica a 206 km de la ciudad de Córdoba, en el este de la provincia y a 127 km de la ciudad de Santa Fe en el límite con  esa provincia. Fue fundada el 9 de septiembre de 1886, en el paraje que hoy constituye el barrio Plaza San Francisco. Dos años más tarde, la llegada del Ferrocarril Central Córdoba motivó que el mayor desarrollo urbano se diera al Sur de ese lugar, en torno a la estación de ferrocarril que estaba ubicada en la que hoy es la plaza central de la ciudad.

## Toponimia
En lo que respecta al nombre de la ciudad existen dos versiones, una atribuye la denominación a la existencia, en sus cercanías, de un fortín cuyo patrono era San Francisco de Asís. La otra, quizás más fundamentada, es la que considera que Iturraspe homenajeó a su hermano más querido, llamado Francisco, muerto el 14 de abril de 1878, bautizando con el nombre de su patrono a la colonia que devendría en ciudad.

## Geografía

### Población
Cuenta con aproximadamente 70.000 habitantes. Conforme a esto, San Francisco continúa siendo la cuarta ciudad de la provincia de Córdoba.
La ciudad de San Francisco está conurbada con otras poblaciones: Plaza San Francisco, barrio periférico de la ciudad, Frontera y Barrios Acapulco y Veracruz pertenecientes a la Comuna de Josefina, en la provincia de Santa Fe, siendo una población metropolitana de 105.000 habitantes.

### Clima

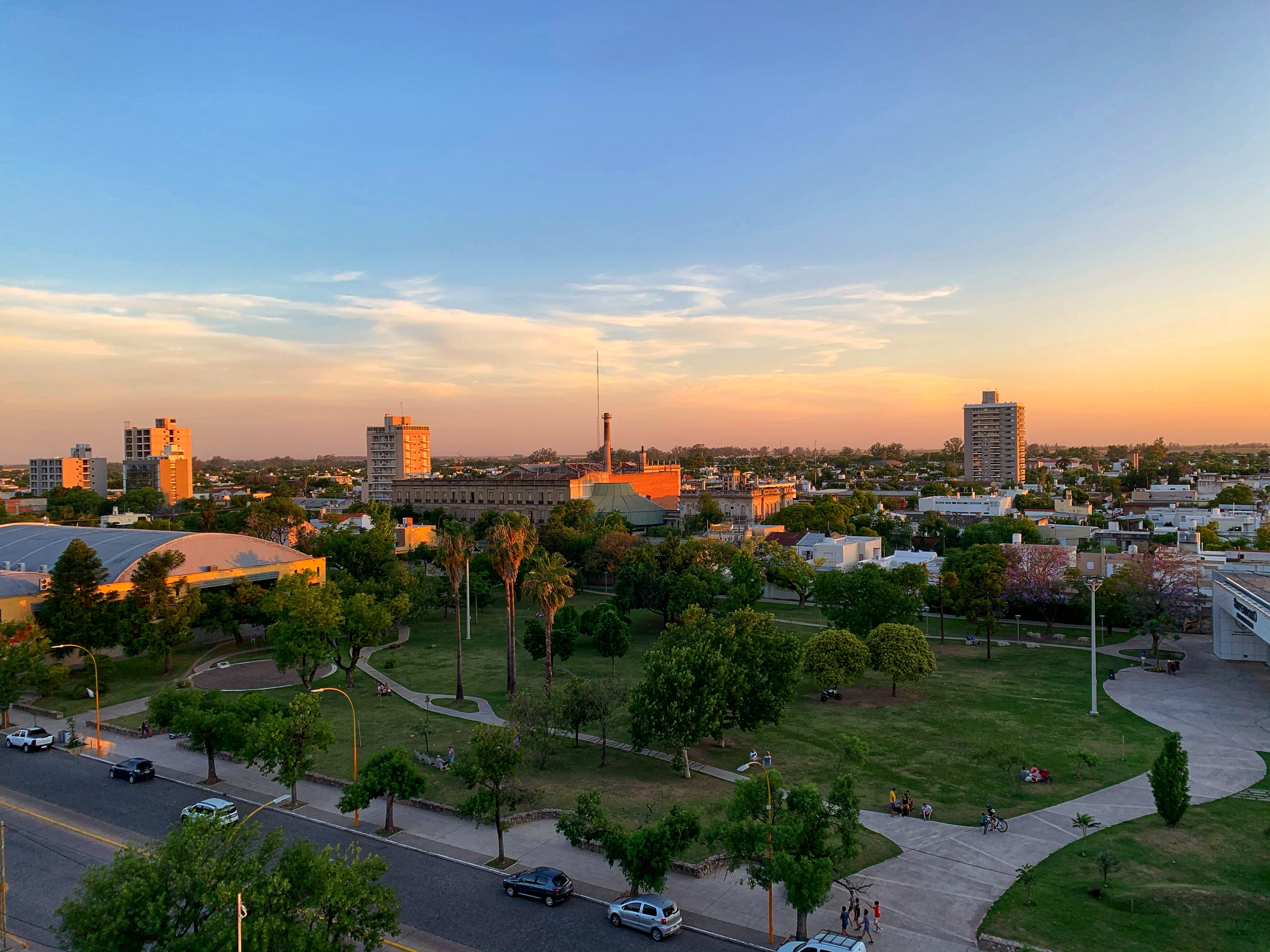
Jardín Botánico.

Esta ciudad se halla en el área boscosa de ecotono entre la Pampa húmeda y la región Chaqueña austral. Gozando de un clima subtropical húmedo (Cfa/Cwa) con un régimen de precipitaciones que ronda los 855 mm/año y muy buena heliofanía. Es una zona en la que se experimentan climas extremos como granizo.[cita requerida]

## Topografía
La Ciudad de San Francisco se encuentra en el relieve cordobés denominado "Altos de Morteros". Lo que diferencia a este relieve del resto de ellos en la Pampa húmeda, es que en él se hallan ciertas lomadas que, en contraste al resto de lomadas de dicha Pampa, se logran ver a simple vista. Precisamente San Francisco se encuentra en un cordón de loma de 15 metros de altura, que se extiende de noroeste a sudeste por casi 60km y que tiene 10km de extensión desde el inicio de la subida de la loma hasta el fin de la pendiente del otro lado.
El terreno de San Francisco es bastante irregular, debido a que el mismo se encuentra surcado por diversas cañadas que, en algún momento, solían ser arroyos, algunos permantes y otros, temporales. Asimismo, este tipo de relieve daba lugar a la presencia de lagunas y bañados. Las dos más grandes se ubicaban donde hoy se halla la sede del Correo Argentino y en cercanías a la terminal de ómnibus de la ciudad.

## Ubicación
La Ciudad de San Francisco se encuentra en la región de la Pampa húmeda. En sus cercanías, hacia el noroeste, se encuentra la gran laguna de Mar Chiquita.
Al sur de la ciudad, se encuentra el inicio del Arroyo Las Tortugas, el cual surge de un canal cloacal al costado de la Avenida Caseros y luego se extiende en forma de arroyo por el borde de la Autopista que rodea la urbe, para luego cruzarla y continuar su camino hacia el sudeste. También, en el sudeste de la ciudad, se halla una laguna denominada Laguna del Sur.
La ruta nacional 19 la comunica con la ciudad de Córdoba y con la ciudad de Santa Fe, la ruta nacional 158 por su parte la comunica con las ciudades de Villa María y Río Cuarto entre otras, la ruta provincial 1 conecta a San Francisco con la región chaqueña. Las dos primeras de las rutas mencionadas están acompañadas por vías ferroviarias de trocha ancha. A 550 km de la Capital Federal yendo por la ruta 34 desde Rosario y a 575 km en caso de optar seguir por Autopista ROS-STAFE.

## Historia
San Francisco fue fundada el 9 de septiembre de 1886 por José Bernardo Iturraspe, en el marco de  un plan de colonización que había puesto en marcha en esa época el gobierno de la provincia de Santa Fe. El emplazamiento original se ubica a unos 8 kilómetros al norte del actual casco urbano de la ciudad, en el barrio conocido como Plaza San Francisco. Posteriormente la traza del ferrocarril hace pasar los rieles más hacia el Sur, lo que origina el desplazamiento poblacional a las cercanías de la estación del ferrocarril y allí sí se desarrolló la actual ciudad de San Francisco. Plaza San Francisco siguió desarrollándose mínimamente como población, con autoridades municipales propias, hasta que pasó a ser una dependencia administrativa de la actual ciudad de San Francisco. 
La ubicación actual de la ciudad data de 1888, cuando el Ferrocarril Central Córdoba arribó procedente de Córdoba y se extendió en el área de San Francisco sobre un terreno que Iturraspe había vendido a la familia Casalis, quienes por esta causa recibieron otras en compensación.

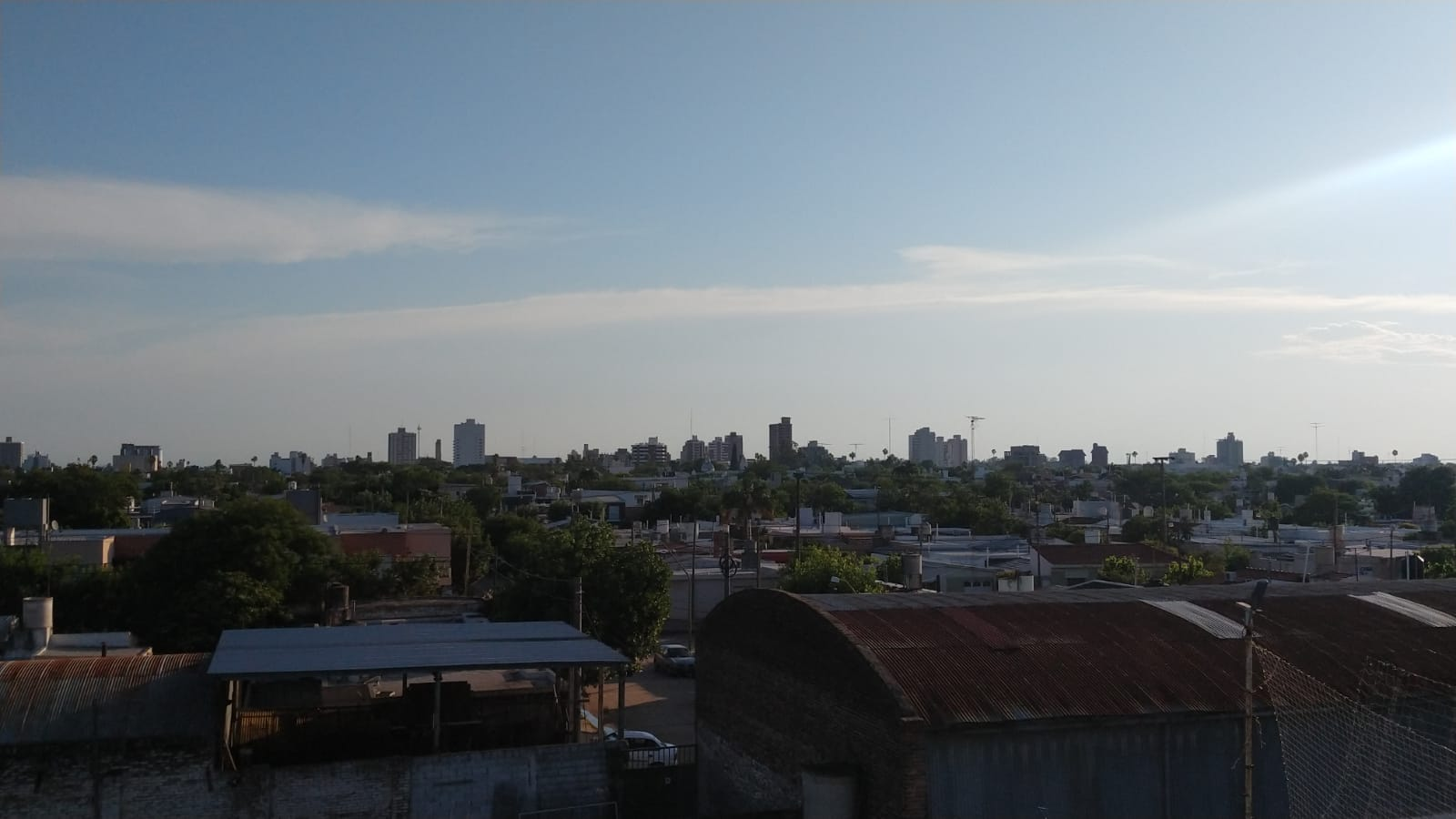
Panorama de San Francisco.

Luego de darse los primeros gobiernos comunales formados por extranjeros, como Guillermo Furkorn, Raimundo Cartier, Juan Cleland, Pedro Fossatti o José María Villar y Fernández, el pueblo que se formó en torno a la nueva estación ferroviaria. Desde comienzos del siglo XX, y hasta los años 1960 recibió principalmente inmigrantes piamonteses.

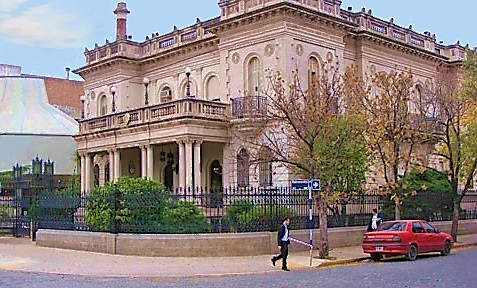
El Palacio Tampieri, diseñado y construido por Ricardo Tampieri en 1931. El edificio se vendió posteriormente a la ciudad de San Francisco y sirvió como su ayuntamiento desde 1965.

En la primera década del siglo XX, San Francisco descolló en la producción agropecuaria. Fue en aquel periodo que el poeta Arturo Lescano escribió su "Canción de San Francisco": "Campiñas verdes, que te circundan/ sueño del alba, trigo garzul/ mientras tus calles todas se inundan/ de un cielo blanco y azul". Pronto en el pueblo fueron desarrollándose los comercios y las industrias, y entre 1911 y 1920 San Francisco alcanzó el estatus de "ciudad" (su proclamación oficial fue en 1915). Fue en esa época que Manuel Bernárdez, en su libro "La Nación en marcha", describió a San Francisco así: "...cuenta con calles anchas, bulevares flanqueados de árboles frondosos, dos hermosos molinos, modelo en el género, linda iglesia, casas de material sin excepción. No hay un solo rancho de paja"
De esa época datan los hoy monumentos históricos y arquitectónicos como el Palacio Tampieri.
La industria molinera, fundada en la explotación agrícola, fue la base fundamental sobre la que se expandiría el desarrollo industrial de esta ciudad. El periodo (1950-1970), fue probablemente el de mayor florecimiento industrial de San Francisco. Fábricas metalúrgicas, de plásticos, maquinaria agrícola, autopartes, etcétera, se levantaban por doquier, proveyendo maquinarias de todo tipo a diversos lugares de la Argentina. 
Este boom industrial favoreció el interés por la instalación de una Universidad en la ciudad. Fue así que en 1969 la Asociación de Industriales Metalúrgicos de la ciudad de San Francisco gestionó ante el Rectorado de la Universidad Tecnológica Nacional, la creación de la Facultad Regional San Francisco. Con el apoyo de una Comisión Pro-Facultad, comenzó a funcionar en 1970.

## Actividad económica

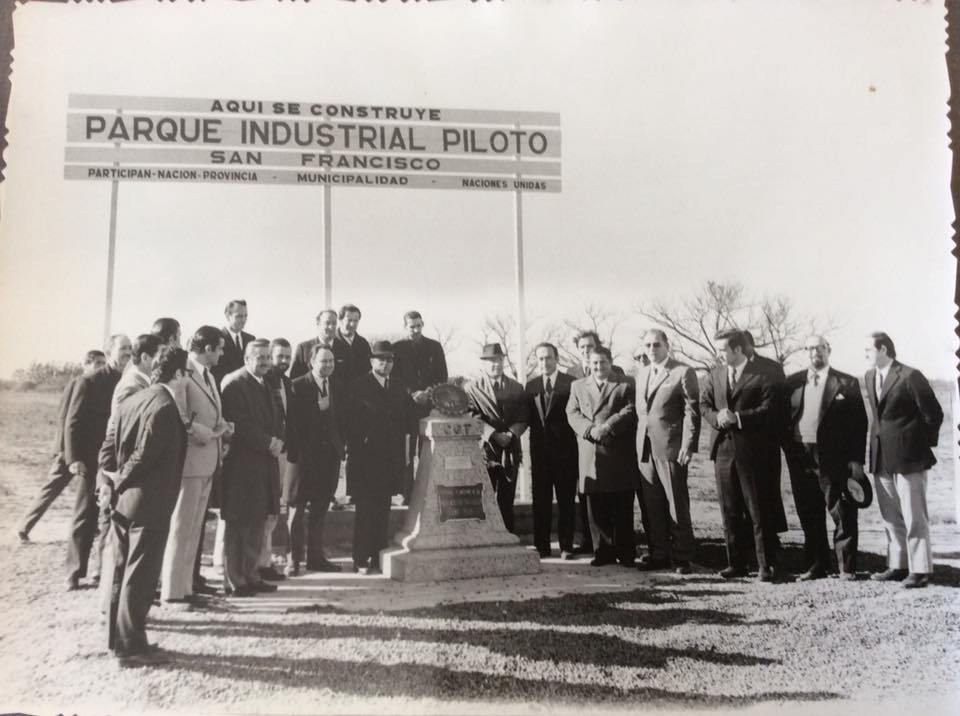
Acto de Inauguración Parque Industrial San Francisco (1971).

San Francisco se encuentra en una rica región agroganadera con excelentes rindes de soja, trigo, maíz y muy buena producción láctea derivada de ganados vacunos de origen europeo. 
A partir de su crecimiento, a lo largo del siglo XX la ciudad se fue desarrollando como un polo industrial. Las primeras fábricas se dedicaron a la elaboración de materias primas agropecuarias, como las industrias alimenticias (por ejemplo fábricas de pastas), o derivados lácteos como los del conjunto SanCor, así como las madereras y textiles que aprovechan la producción forestal y algodonera de la región chaqueña. En una segunda etapa se han desarrollado industrias más diversificadas contando en la actualidad con un pujante Parque Industrial.
En la actualidad, San Francisco cuenta con un Parque Industrial que alberga a más de 160 empresas, y más de 40 están comenzando a radicarse en el lugar.

## Educación

### Educación Primaria
La primera escuela del Estado fue la primaria de niñas y varones llamada “fiscal”, fundada en 1894 que desde 1916 pasa a llamarse José B. Iturraspe, la segunda escuela oficial fue de la nación: la Escuela Normal, destinada a la formación de maestros.
El primer director de la Escuela fiscal fue Francisco Silva, y maestra inicial la Sra. Toledo de Hidalgo. En primer término, se creó la escuela de varones y un año después surge la de niñas. Deambuló por varios locales de la ciudad hasta que se produce la donación del terreno por parte de José B. Iturraspe. Esta escuela toma el nombre del benefactor y formador de la colonia en 1914.
Le sucederán luego las escuelas Bartolomé Mitre (1915); Domingo F. Sarmiento (1917), Julio A. Roca (1917), Nocturna J.B. Iturraspe en (1920), Río Negro (1929), Primera Junta (1908), Rafael Núñez (1935), H. Yrigoyen (1940).
La escuela Primera Junta es una de las denominadas escuelas Láinez, creada bajo la influencia de la mencionada ley que establecía escuelas primarias bajo la égida del Ministerio de Educación de la Nación en lugares alejados dentro de las nacientes colonias agrícolas. En sus orígenes se estableció en el paraje Lobatón en la provincia de Santa Fe, luego fue trasladada a Ausonia para finalmente ser establecida por la demanda en la ciudad de San Francisco en 1932.

### Educación Secundaria
La Escuela Normal Superior Profesorado Dr. Nicolás Avellaneda se inauguró el día 26 de agosto de 1912. Su primer director fue Don Pascual B. Sosa, el nombre de la escuela se debía a que era una escuela Superior Normal de Sarmiento para el Profesorado del futuro.

### Educación Superior

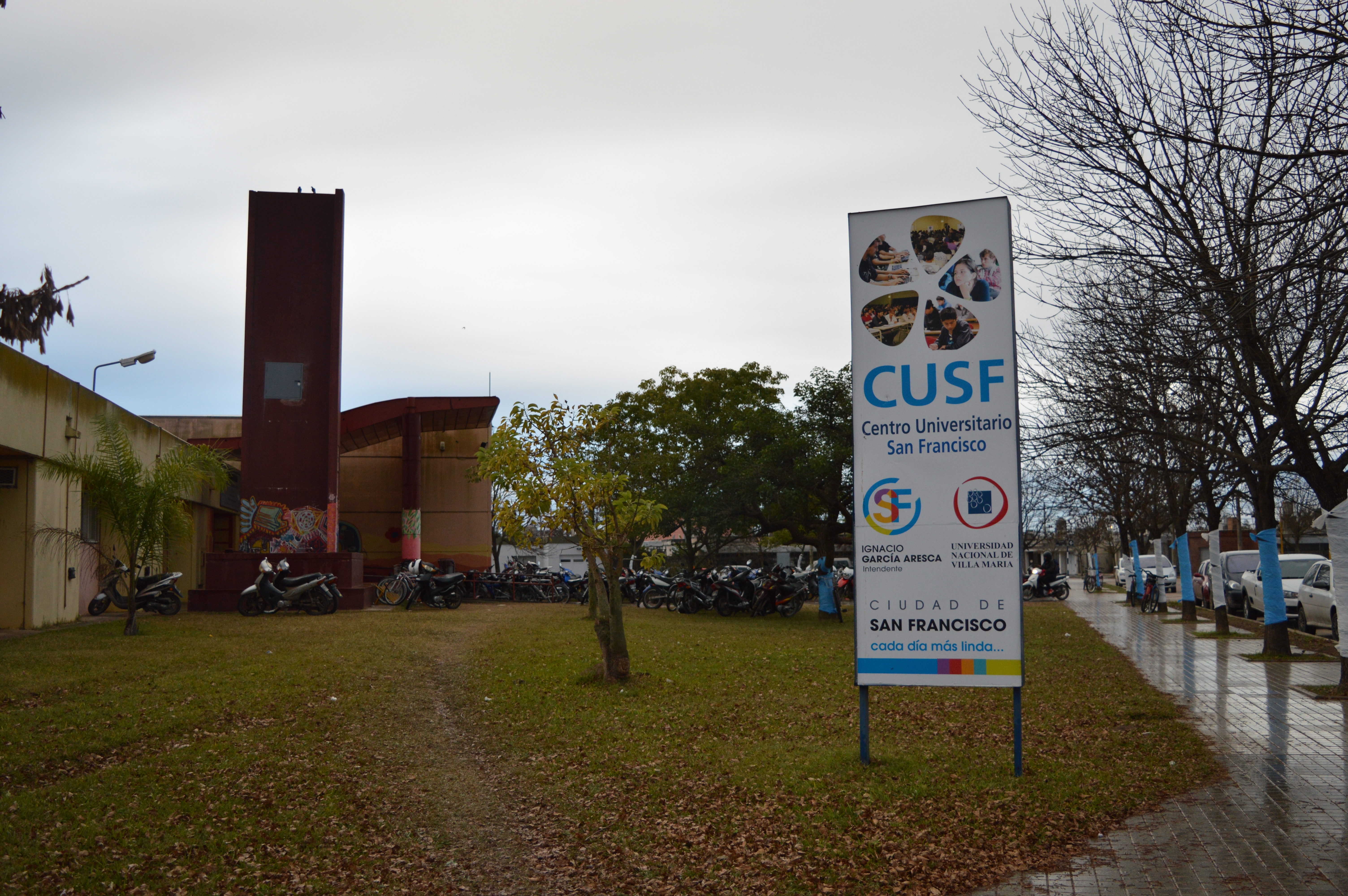
Centro Universitario San Francisco, Universidad Nacional de Villa María.

El 23 de marzo de 1969, con la primera reunión de la comisión Municipal Pro Facultad, se realizaron las primeras actas para llevar a cabo la creación de la Universidad Tecnológica Nacional Facultad Regional San Francisco. En la época ya se tenían en cuenta adolescentes que querían estudiar en la zona. Comenzaba el  sueño del Polo Educativo San Francisco. Este grupo de industriales se movió con la necesidad de contar con Ingenieros para la incipiente industria local, de fuerte raigambre en la metalurgia.[cita requerida]
El 19 de diciembre de 2012, con la firma del “Convenio de Complementación entre la Universidad Nacional de Villa María y la Municipalidad de la Ciudad de San Francisco” se crea el Centro Universitario San Francisco. El Centro acerca nuevas carreras universitarias públicas a la ciudad, complementando la actividad académica con un programa de extensión e investigación.

## Deportes
El deporte más popular en la ciudad es el fútbol; hay cuatro clubes que juegan en ligas federadas sumado a tres de la ciudad de Frontera.
Sportivo Belgrano (Federal A), Antártida Argentina , La Milka y  Proyecto Crecer (Liga Regional).
También la ciudad cuenta con la Liga de Baby Fútbol y la Liga Juvenil.
El segundo deporte más popular es el Básquet; los clubes que practican este deporte son San Isidro (Liga Argentina), Asociación El Ceibo (Torneo Federal) El Tala  y Alumni (Asociación local);  al igual que Tiro y Gimnasia, club que comenzó con la práctica del básquet hace algunos años.

## Nacidos en San Francisco
- Mario Agodino
- Juan Manuel Aróstegui
- Ricardo Biazzi
- Marta Borello
- Alicia Boscatto
- Rodrigo Castro
- Domingo Felipe Cavallo
- Gabriel Colombatti
- Jorgelina Cravero
- Fanny Edelman
- Juan Pablo Francia
- Diego Garay
- Ezequiel Gaviglio
- Miguel Gazzera
- Lautaro Giaccone
- Fernando A. Gioino
- Rodolfo Godino
- Andrés José González
- Iván Juárez
- Rubén Koroch
- Martín Llaryora
- Josefina Ludmer
- Mariela Marchisio
- Bruno Martelotto
- Sandra Massoni
- Franco Migliori
- Santiago Molina
- Sebastián Monesterolo
- Martín Müller
- Juan Carlos Pezoa
- Federico Pomba
- Carolina Porporatto
- Sebastián Portigliatti
- Mariano Puerta
- Víctor Reviglio
- Ricardo Trotti
- Luciano Lamberti
- Hugo Varela
- Jorge Vázquez
- Sebastián Vignolo

## Medios de comunicación

### Diarios

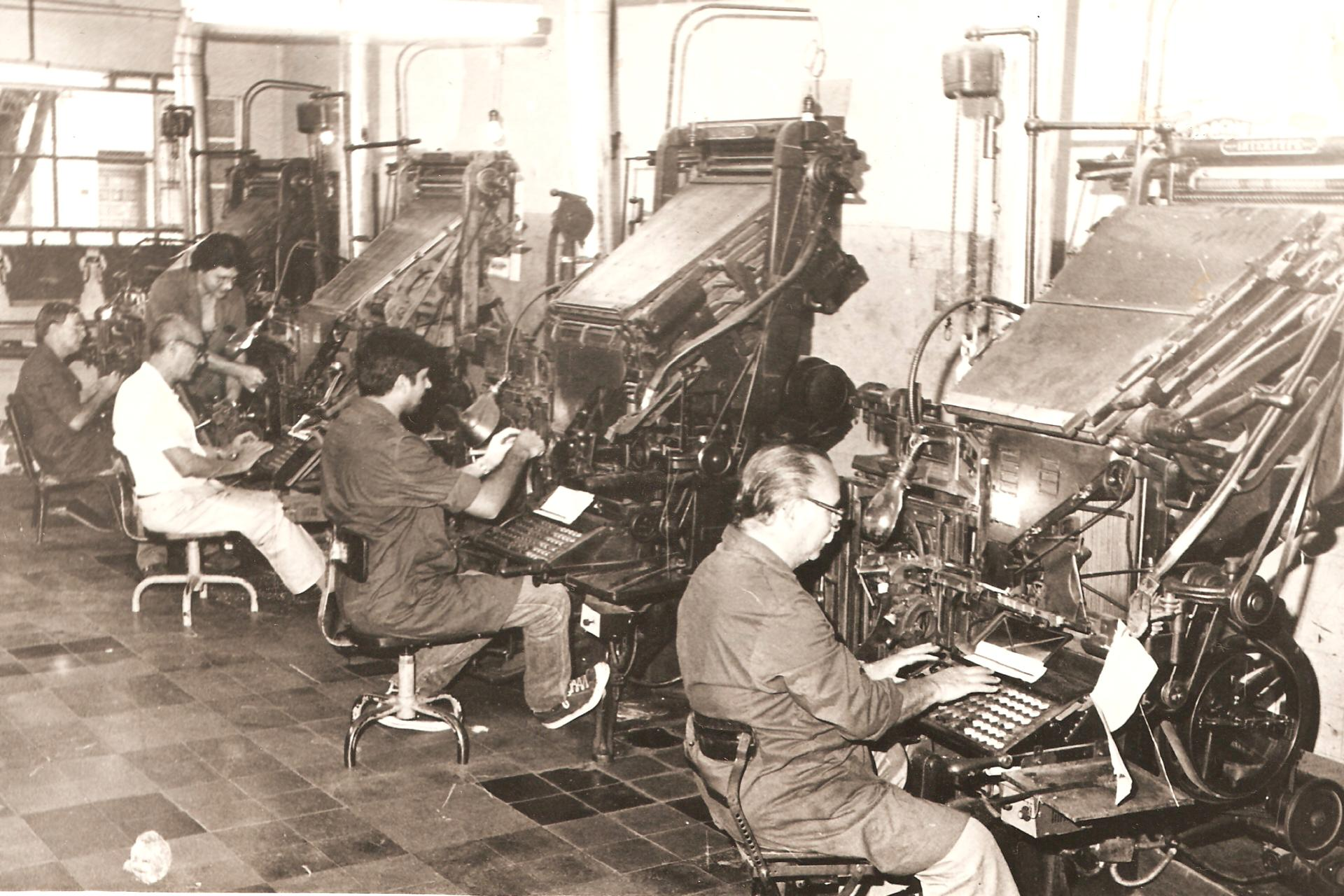
Linotipos en diario La Voz de San Justo

#### La Voz de San Justo
Este medio de comunicación surgió el 1 de enero del año 1915 con la dirección de  Carlos Lescano y la administración del fundador y propietario Ángel Rossetto. Se encontraba ubicado en la primera cuadra de la calle Moreno y la imprenta se encontraba ubicada por calle Córdoba y 9 de Julio. Hacia 1927 sólo se editaba los días martes y jueves, luego en 1929 comenzó a editarse de martes a domingos y poco después tuvo ediciones diarias, manteniéndolas durante casi toda su historia. Desde el 16 de agosto de 1999 se imprime en color con una máquina rotativa adquirida un año antes. Recién en 2024, con la caída generalizada de las ventas de la prensa impresa, redujo sus ediciones en papel a los días sábado, domingo y lunes, manteniendo el resto de los días la cobertura online de las tres o cuatro noticias más importantes, dándole prioridad a las noticias locales del conglomerado urbano San Francisco / Frontera y su área de distribución e influencia. 
Ésta incluye a las ciudades de la zona comprendida entre el Este cordobés y el Oeste santafesino. Hacia el norte cubre hasta la ciudad de Suardi (Santa Fe), al sur hasta la ciudad de Las Varillas (Córdoba), al oeste hasta la ciudad de Arroyito (Córdoba) y al este la ciudad de San Jorge (Santa Fe). 
El Periódico
Surgido en 2007 como semanario gráfico, tras algunos cambios en los días de publicación desde 2011 su edición semanal en papel se publica los días sábados, con impresión 100 % color y de distribución gratuita. Integra su área audiovisual El Periódico TV y radial El Periódico Radio 97.1.En agosto de 2024 el medio dio a conocer su venta al Grupo Apolo, titular de otros periódicos en el interior de la Provincia de Córdoba y de las emisoras radiales Radio Río Cuarto (LV16 AM 1010), Radio Villa María (LV28 AM 930), 107.3 FM Ranquel (de Río Cuarto) y Radio Villa Mercedes (LV 15 AM 640, San Luis).

### Emisoras de radio
- AM 1050 LV 27 Radio San Francisco[10]
- 88.7 - Cadena 3 San Francisco FM Galaxia[11]
- 89.1 - FM Conexión[12]
- 93.1 - FM Vitamina
- 90.3 - Radio María

- 91.1 - Radio Ritmo
- 91.5 - FM Contacto[12]
- 91.9 - Radio Miel
- 94.3 - Radio H
- 94.9 - FM Somos
- 95.7 - FM Universo[13]
- 96.5 - FM Radio Sportivo Belgrano
- 97.1 - El Periódico Radio
- 97.7 - FM Onda Libre
- 98.1 - Mix Fm
- 100.9 - Radio Urbana
- 102.1 - Spoiler Radio
- 102.5 - Radio Estación
- 103.1 - FM Compañía Radio Mitre San Francisco[12]
- 103.5 - La Ciento Tres

### Canales de televisión
- Canal 4 Radiocanal: En la actualidad es el único canal de la ciudad disponible en la frecuencia 7 de Cablevisión de los abonados locales.

## Religión
Templos de la Iglesia Católica 
| Diócesis   | San Francisco |
| ---------- | --- |
| Parroquias | Catedral San Francisco de Asís, Cristo Rey, Nuestra Señora de la Consolata, Nuestra Señora del Perpetuo Socorro, San José Obrero, San Carlos Borromeo, Santa Rita |

Además, hay presencia de numerosas congregaciones protestantes en sus múltiples ramas.